# Ethacridinlactat
Ethacridinlactat ist ein Antiseptikum aus der Reihe der Acridine, dessen antibakterielle Wirkung seit 1913 bekannt ist. Es ist das Salz der Base Ethacridin mit Milchsäure und wird als Racemat eingesetzt. Typisch für Ethacridinlactat ist seine gelbe Farbe und die Eigenschaft, Gegenstände und Haut gelb zu färben.

## Anwendungsgebiete
Ethacridinlactat wird vor allem zur Behandlung infizierter Wunden und Pyodermien wie Abszessen, Furunkeln oder Impetigo contagiosa verwendet. Implantate mit Ethacridinlactat dienen in der Zahnmedizin zur Wundversorgung. Daneben findet es Anwendung als Blasen- und Vaginalspüllösung.
In Salben wird die Substanz meist in 0,2-prozentiger Konzentration verwendet. Für Spülungen oder feuchte Verbände sind 0,05- bis 0,1-prozentige Lösungen üblich.
Darüber hinaus wird Ethacridinlactat bei Durchfall (Präparate: Metifex, Tannacomp) angewandt.

## Unerwünschte Wirkungen
Ethacridinlactat löst wie andere Stoffe vom Typ der Hydroxychinoline häufig Kontaktallergien aus.
Die Anwendung gegen Durchfall wird als „problematisch“ bezeichnet, da in Zusammenhang mit langandauernder, hochdosierter Gabe von Clioquinol (das ebenfalls gegen Durchfall angewandt wurde) ein Krankheitsbild beobachtet wurde, welches als SMON (Subakute Myelo-Optico-Neuropathie) bekannt geworden ist. Dabei traten Nervenschädigungen, Blasen-, Mastdarm- und Sehstörungen auf. Es wird vermutet, dass unter Ethacridin ebensolche Nebenwirkungen auftreten könnten.

## Gewinnung und Darstellung
Ethacridinlactat kann ausgehend von 2-Chlor-4-nitrotoluol durch eine mehrstufige Reaktion mit Kaliumpermanganat, 4-Phenetidin, Phosphorpentachlorid und Ammoniak gewonnen werden.

## Chemische Eigenschaften

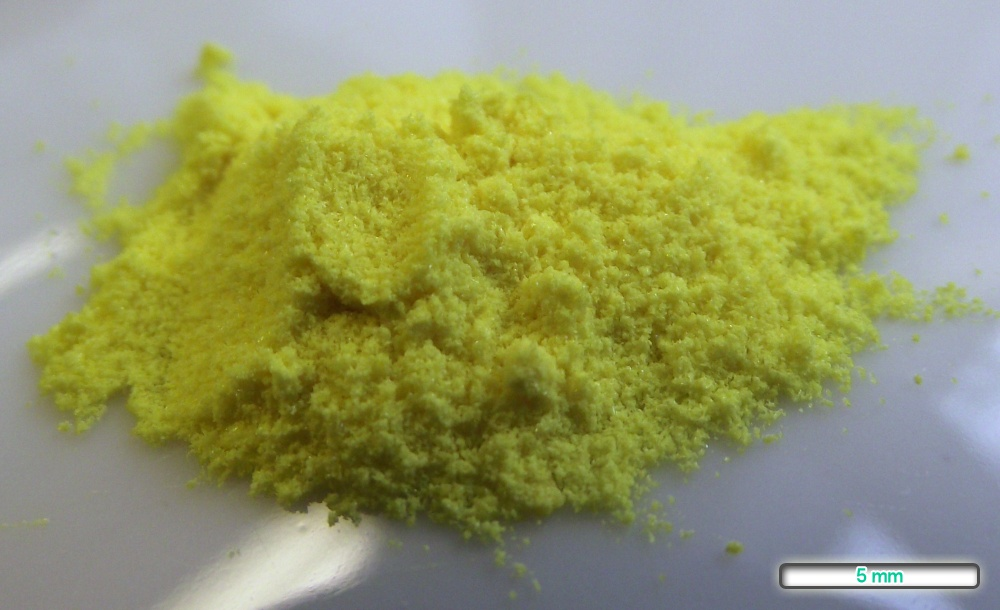
Ethacridinlactat weist eine intensiv hellgelbe Farbe auf

Ethacridinlactat bildet wasserlösliche Kristalle von hellgelber Farbe. Bei einem pH-Wert von 7,3 und einer Temperatur von 37 °C liegt es vollständig dissoziiert vor. Die antibakterielle Wirkung der Acridinderivate nimmt mit dem Dissoziationsgrad zu. Ethacridinlactat ist lichtempfindlich und soll vor Licht geschützt aufbewahrt werden. Durch Erhitzen einer Lösung von Ethacridinlactat kann eine bessere Löslichkeit erzielt werden.

## Pharmakologie
Es wird vermutet, dass Acridine wie Ethacridinlactat an der RNA-haltigen Zytoplasmamembran der Bakterien wirken. Die Bindung an die bakterielle DNA bzw. RNA verhindert die Proteinbiosynthese der Bakterien. Vor allem gegenüber Staphylokokken, Streptokokken und Kolibakterien zeigt Ethacridinlactat eine antibakterielle Wirkung. Es zeigt ebenfalls eine Wirkung gegenüber Pilzen, Protozoen wie Amöben, Kokzidien, Trichomonaden und Anaplasmen. Informationen über eine Resistenzentwicklung gegenüber Ethacridinlactat gibt es bisher nicht.

## Pharmakokinetik
Oral verabreichtes Ethacridinlactat wird zu weniger als 0,1 Prozent aus dem Magen-Darm-Trakt resorbiert. Das in Leber und Nieren des Menschen enthaltene Enzym Acridindehydrogenase oxidiert Acridinderivate, wie Ethacridinlactat, zu Acridonderivaten. Diese werden renal ausgeschieden. Der größte Teil der Dosis wird jedoch über die Faeces ausgeschieden. Inwieweit Ethacridinlactat über Haut und Wundflächen aufgenommen wird, ist bisher nicht untersucht. Es ist jedoch bekannt, dass Aminoacridine Gewebe schnell penetrieren. Nach intravenöser Gabe verteilt sich Ethacridinlactat schnell in alle Organe. Die Blut-Hirn-Schranke wird aber nicht überwunden.

## Toxizität
Es sind keine Vergiftungsfälle bekannt geworden. Die LD50 im Tierversuch liegt zwischen 1,8 und 5,36 Gramm pro Kilogramm Körpergewicht je nach Tierart. Ob Ethacridinlactat ein tumorerzeugendes Potenzial besitzt, ist, da bisher keine Langzeituntersuchungen am Tier vorliegen, nicht bekannt. Auch wurde Ethacridinlactat bisher keiner ausreichenden Mutagenitätsprüfung unterzogen. Wie für andere Acridinderivate bereits gezeigt, ergaben In-vitro-Untersuchungen an Prokaryoten deutliche Hinweise auf ein mutagenes Potenzial. Studien zur Teratogenität existieren bisher ebenfalls nicht, ebenso wenig wie Erfahrungen über die Sicherheit beim Menschen während der Schwangerschaft und Stillzeit. Deswegen soll Ethacridinlactat in der Schwangerschaft und Stillzeit nicht angewendet werden, auch weil nicht bekannt ist, ob die Substanz in die Muttermilch übergeht.

## Sonstiges
Frische Ethacridinlactat-Flecken lassen sich mit einem alkoholischen Lösungsmittel wie Isopropanol entfernen. Eine andere Möglichkeit ist die Reinigung der verschmutzten Wäsche in einer warmen 3-prozentigen Essigsäurelösung. Bei schweren „Rivanol-Flecken“ (benannt nach dem Markennamen Rivanol der Farbwerke Hoechst) kann die Reinigungswirkung durch Zusatz von 15 ml 3-prozentiger Wasserstoffperoxid-Lösung pro Liter verstärkt werden.

## Handelsnamen
Monopräparate
Metifex (D), NeoChinosol (D), Rivanol (A, D), sowie ein Generikum (CH)
Kombinationspräparate
Tannacomp (D), Tyrothricin (CH)